# Renate Oberhofer
Renate Oberhofer (ur. 4 lutego 1970 w Colle Isarco) – włoska narciarka alpejska, złota medalistka mistrzostw świata juniorów.

## Kariera
Pierwszy raz na arenie międzynarodowej Renate Oberhofer pojawiła się w 1987 roku, startując na mistrzostwach świata juniorów w Sälen/Hemsedal. Jej najlepszym wynikiem było tam siódme miejsce w slalomie. Podczas rozgrywanych rok później mistrzostw świata juniorów w Madonna di Campiglio wywalczyła złoty medal w tej samej konkurencji, wyprzedzając bezpośrednio Tanis Hunt z USA oraz Francuzkę Raymonde Ansanay Alex. Na tej samej imprezie była też między innymi piąta w slalomie gigancie. Brała także udział w mistrzostwach świata juniorów w Aleyska w 1989 roku, gdzie zajęła dziesiąte miejsce w slalomie oraz szesnaste w zjeździe.
Pierwsze punkty w zawodach Pucharu Świata wywalczyła 11 marca 1991 roku Lake Louise, gdzie była dwunasta w slalomie. Kilkakrotnie punktowała, jednak nigdy nie stanęła na podium. Nigdy nie poprawiła także osiągnięcia z Lake Louise. Najlepsze wyniki osiągała w sezonie 1990/1991, kiedy w klasyfikacji generalnej zajęła 77. miejsce. Nie brała udziału w igrzyskach olimpijskich ani mistrzostwach świata.

## Osiągnięcia

### Mistrzostwa świata juniorów
| Miejsce | Dzień       | Rok  | Miejscowość          | Konkurencja | Czas biegu  | Strata  | Zwyciężczyni           |
| ------- | ----------- | ---- | -------------------- | ----------- | ----------- | ------- | ---------------------- |
| 22.     | 20 marca    | 1987 | Sälen                | Gigant      | 2:22,07 min | +3,91 s | Deborah Compagnoni     |
| 7.      | 21 marca    | 1987 | Sälen                | Slalom      | 1:39,41 min | +1,37 s | Ingrid Stöckl          |
| 12.     | 27 stycznia | 1988 | Madonna di Campiglio | Zjazd       | 1:15,24 min | +2,04 s | Andrea Schwarzenberger |
| 5.      | 30 stycznia | 1988 | Madonna di Campiglio | Gigant      | 1:53,22 min | +1,53 s | Sabine Ginther         |
| 1.      | 31 stycznia | 1988 | Madonna di Campiglio | Slalom      | 1:37,98 min | -       | -                      |
| 16.     | 5 kwietnia  | 1989 | Aleyska              | Zjazd       | 1:31,91 min | +2,52 s | Sabine Ginther         |
| 10.     | 7 kwietnia  | 1989 | Aleyska              | Slalom      | 1:41,48 min | +3,36 s | Gabriela Zingre        |

### Puchar Świata

#### Miejsca w klasyfikacji generalnej
- sezon 1990/1991: 77.
- sezon 1991/1992: 86.
- sezon 1992/1993: 107.

#### Miejsca na podium
Oberhofer nigdy nie stanęła na podium zawodów PŚ.